# Christophe Schenk
Pour les articles homonymes, voir Schenk.
Christophe Schenk, né le 6 mai 1980 à Bex, est un écrivain et journaliste vaudois.

## Biographie
Au début des années 2000, Christophe Schenk publie quelques nouvelles dans des revues romandes et participe à la création de plusieurs spectacles à Lausanne et Genève, mêlant musique, peinture et littérature. En 2004, il publie son premier roman, La boule au ventre, aux Éditions de l'Hèbe puis, deux ans plus tard, le recueil de nouvelles Après la ville, chez le même éditeur.
En avril 2006, après le collège de Saint-Maurice et des études de lettres à l'Université de Lausanne, il rejoint le magazine romand L'Hebdo en qualité de journaliste culturel. Un poste qu'il quitte en juillet 2011 pour rejoindre la RTS.
Il occupera alors le poste de rédacteur-adjoint. Le 17 février 2022 il participe à une émission animée par Antoine Droux avec Nina Fasciaux.

## Publications
- Dimanche triste in Archipel n° 21, "Saveurs de l'esquisse", nouvelle, Lausanne, 2001
- La vie des autres in Arkhai n° 9, nouvelle, Lausanne, 2004
- La boule au ventre, roman, Éditions de l'Hèbe, Grolley, 2004
- Consommé urbain in Archipel n° 26, "Fruits défendus", nouvelle, Lausanne, 2006
- Après la ville, nouvelles, Éditions de l'Hèbe, Grolley, 2006

## Production
- CD Son pour la tête, compilation regroupant 15 artistes suisses, distribuée gratuitement avec l'édition de L'Hebdo du 5 mars 2009

## Sources
1. ↑  « Anciennes & Anciens », sur Association des anciens élèves du collège de l'Abbaye (consulté le 18 août 2023)
2. ↑  Le journalisme pour trouver des solutions / RTS (consulté le 19 08 2023)]

- « Christophe Schenk », sur la base de données des personnalités vaudoises sur la plateforme « Patrinum » de la Bibliothèque cantonale et universitaire de Lausanne.
- 24 Heures 2004/12/07 Julien Burri, p. 15
- L'invité : Christophe Schenk : Sonotone
- Christophe Schenk